# Instituto Arqueológico, Histórico e Geográfico Pernambucano
O Instituto Arqueológico, Histórico e Geográfico Pernambucano (IAHGP) é uma entidade de fomento da pesquisa e preservação histórico-geográfica, cultural e de ciências sociais do estado brasileiro de Pernambuco, localizada na cidade do Recife. Inaugurado no dia 28 de janeiro de 1862, é o mais antigo instituto histórico regional do Brasil, e a segunda instituição dedicada à história no país, após o Instituto Histórico e Geográfico Brasileiro.[1]
A entidade guarda recordações do passado de Pernambuco, como das primeiras guerras ocorridas no estado — a exemplo da Batalha dos Guararapes.[4]
O instituto preserva, também, o exemplar do Preciso, único documento impresso pelos revoltosos da Revolução Pernambucana, no qual se detalham as ações a serem realizadas pelo governo recém-constituído, além da prensa usada para imprimi-lo.[4]

## História
O Instituto Arqueológico, Histórico e Geográfico Pernambucano teve suas origens a partir de críticas feitas pelo Imperador Pedro II, quando da sua visita ao Recife, em 1859, sobre o descaso e a indiferença dos intelectuais pernambucanos quanto ao passado histórico do estado.[1]

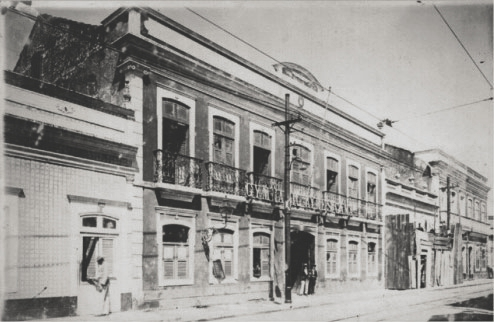
Acervo do IAHGP, 1918.

A instituição foi fundada por um grupo de intelectuais progressistas da Faculdade de Direito do Recife no ano de 1862 constituindo-se no primeiro instituto regional do Brasil.[5] O primeiro presidente eleito foi o Monsenhor Francisco Muniz Tavares.[6]
Inicialmente funcionou nas dependências do Convento do Carmo, posteriormente na Biblioteca Pública Provincial do mosteiro de São Francisco e depois em um prédio na praça da Concórdia, que hoje é chamada de praça Joaquim Nabuco. De 1912 a 1919, se instalou no Ginásio Pernambucano no ano de 1920 se mudou definitivamente para o prédio de número 130, na Rua do Hospício. A atual sede do IAHGP foi doada pelo governador Manoel Borba e passou por uma grande reforma para estar apta a receber a instituição. Trata-se de um casarão com dois andares, porta larga na entrada, seis janelas ao térreo e sete janelas com mirante no pavimento superior.
O IAHGP conserva em seu acervo, documentos e objetos relativos à memória de Pernambuco, com destaque para a biblioteca, composta por cerca de 16 mil volumes, entre livros, mapas e outras raridades, como um exemplar do Atlas Vingboons, uma coluna em pedra com o brasão que serviu como marco divisório entre as capitânias de Pernambuco e Itamaracá, os bustos de Frei Caneca, retratos a óleo e quadros de personalidades como Maurício de Nassau, e objetos como a xícara que o político João Pessoa segurava no momento em que foi assassinado, no Recife.[5] A sessão magna do IAHGP ocorre anualmente no dia 28 de janeiro e celebra a Restauração Pernambucana.[1] Todo esse acervo é tombado pelo Instituto do Patrimônio Histórico e Artístico Nacional.[5]
Ao longo de sua existência o IAHGP deixou seu registro no espaço público do Recife, seja através de placas de bronze indicando a importância de monumentos e localidades, seja por meio dos seus sócios que possuíam uma atuação intensa na imprensa pernambucana, como o jornalista e historiador Mário Melo, entre outros. Em 2015, o Instituto Arqueológico Histórico e Geográfico Pernambucano iniciou um projeto que consiste na instalação de painéis nos bairros das Graças, Espinheiro, Boa Vista e Santo Antônio. Os painéis, feitos de azulejos, demarcam oito históricas ruas da cidade de Pernambuco. Além de informar o nome das ruas, as placas também contam com informações básicas, como um breve resumo sobre o significado e a origem dos nomes. Os painéis tem apoio cultural, e é financiado por empresas ou pessoas físicas.

## Revista do Instituto
Desde 1863, o Instituto produz e edita uma revista autoral, que leva o nome de Revista do Instituto Arqueológico, Histórico e Geográfico de Pernambuco. A periodicidade da publicação foi irregular até o ano de 1920. Apenas durante alguns anos, entre 1920 e 1936, manteve-se uma periodicidade de duas edições por ano, uma em janeiro e outra em dezembro.

## Comemoração aos 150 anos
O Instituto Arqueológico, Histórico e Geográfico de Pernambuco completou, em 2012, 150 anos. Para prestar uma homenagem a esse aniversário, a Fundação Joaquim Nabuco (Fundaj), juntamente e por intermédio da sua biblioteca, a Biblioteca Central Blanche Knopf, disponibilizaram um inventário bibliotecário sobre a história do Instituto entre os anos de 1862, quando foi inaugurado, até 2012. O objetivo de tal feito era, além de comemorar o aniversário de 150 anos e homenagear o Instituto, contribuir para o registro de sua memória institucional e divulgar melhor seu acervo, democratizando e facilitando o acesso aos pesquisadores mais interessados.
O inventário disponibilizado foi organizado cronologicamente e inclui livros, folhetos, matérias e artigos publicados em diversos periódicos, mas principalmente aqueles publicados pela revista do próprio IAHGP. Todos os documentos foram mantidos em sua ortografia original.

## Comemoração ao Bicentenário da Revolução Pernambucana de 1817
No ano de 2017, em parceria com a Academia Pernambucana de Letras (APL), o Instituto Arqueológico, Histórico e Geográfico de Pernambuco promoveu sessão solene em homenagem ao Bicentenário da Revolução pernambucana de 1817. De entrada gratuita, as palestras foram ministradas pelo acadêmico Vamirech Chacon.
Ainda em 2017, o Instituto Arqueológico, Histórico e Geográfico de Pernambuco, em parceria com o Museu da Cidade do Recife, localizado no Forte das Cinco Pontas, ponto turístico de Pernambuco, realizou exposição em homenagem a Revolução Pernambucana de 1817 e que tem duração de 12 de março até o final do ano. A exposição é dividida em cinco "eixos", e tem como objetivo caracterizar a Pernambuco de 1817, transmitindo as ideias que influenciaram a revolução.

## Obras e Peças
O museu obtém algumas obras e peças significativas para a história de Pernambuco, dentre elas estão:
- Uma lápide com o brasão e a coroa portuguesa, que serviu de divisão entre as capitanias de Pernambuco e Itamaracá;
- Busto de Frei Caneca, Oliveira Lima, Alfredo de Carvalho, Mário Melo
- O brasão de munições de Duarte Coelho;
- O primeiro prelo no Jornal de Pernambuco;
- Um canhão holandês feito em bronze;
- Retratos de Maurício de Nassau,[7] Dom Pedro II, Bispo Azeredo Coutinho, Dom Vital, João Alfredo, Conde da Boa Vista;
- Painéis sobre a Primeira e a Segunda Batalha dos Guararapes;
- Uma coleção numismática;
- Estampas do Recife Antigo;
- Mobiliário pernambucano do século XIX;
- Manuscritos raros de Pernambuco;
- Pilares do Arco de Santo Antônio, que foi demolido.